# Bataille de Gujrat
Seconde Guerre anglo-sikhe

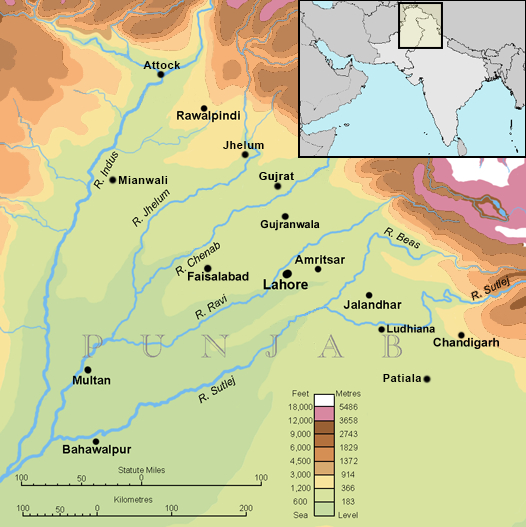
Emplacement de la ville de Gujrat au Pendjab.

La bataille de Gujrat fut une bataille majeure de la Seconde guerre anglo-sikh, qui se déroule le 21 février 1849 entre les forces de la Compagnie britannique des Indes orientales et une armée sikh en rébellion contre le contrôle de la compagnie sur l'Empire sikh du Maharaja Dhulîp Singh, détenu par les Britanniques à Lahore. L'armée sikhe fut défaite par les troupes régulières britanniques et l'armée du Bengale de la Compagnie britannique des Indes orientales. Après sa capitulation quelques jours plus tard, le Pendjab est annexé aux territoires de la Compagnie des Indes orientales et Dhulîp Singh est déposé.

## Contexte
Après la victoire britannique dans la Première guerre anglo-sikhe, le Pendjab était indirectement gouverné par un représentant britannique au Darbâr (tribunal) de Lahore et par des agents dans plusieurs régions. L'armée sikhe, la Khālsā, est maintenue et sert au maintien de l'ordre dans le Pendjab et l'actuel Khyber Pakhtunkhwa.[Quoi ?] La Khalsa se considérait comme trahie, et n'avait pas le sentiment d'une défaite militaire lors de la première guerre. Plusieurs de ses Sardars (généraux) prévoyaient une rébellion.
La première révolte a lieu à Multan le 18 avril 1848, lorsque des troupes se mutinent et tuent un agent britannique (le lieutenant Patrick Vans Agnew) et expulsent un Sirdar mis en place par le gouvernement de Lahore. L'ancien dirigeant, Dewan Mulraj, reprend le contrôle de la ville, et se prépare à un siège. Le gouverneur général du Bengale, Lord Dalhousie, préfère ne pas utiliser les forces régulières de l'armée britannique et de l'armée du Bengale, mais plutôt des contingents irréguliers et des troupes du Khalsa. Le 14 septembre, les troupes du Khalsa sous les ordres de Sher Singh Attariwalla se rebellent à leur tour, et se dirigent vers le nord, le long de la rivière Chenab, en direction des zones avec une forte population de Sikhs afin de rassembler des recrues et de s'approvisionner.
À la fin de l'année 1848, pendant la saison froide, une importante troupe composée de détachements de l'armée britannique et de l'armée du Bengale est rassemblée sous les ordres du commandant en chef de l’armée du Bengale, le général Sir Hugh Gough. Celui-ci avait la réputation de commander des batailles frontales sans grand sens tactique. Le 22 novembre à Ramnagar, sa cavalerie est repoussée par une tête de pont sikh sur la rive est du Chenab. Le 13 janvier 1849, il lança une attaque frontale précipitée contre l'armée de Sher Singh à Chillianwala, près de la rivière Jhelum, et est repoussé avec de lourdes pertes. Plusieurs jours de pluie ont suivi, empêchant les armées de reprendre les combats. Après trois jours, les deux armées se retirent.

## Mise en place

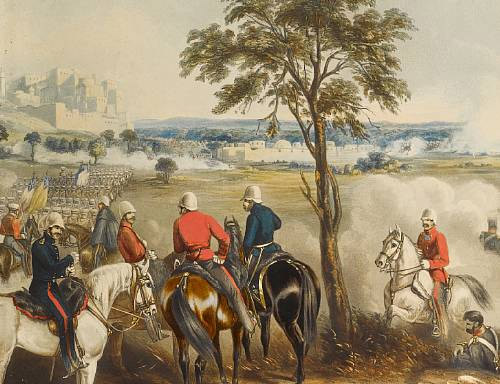
La bataille de Goojerat, le 21 février 1849, aquatinte à la main de J. Harris d'après Marten, image, R. Ackermann, 1850

Au lieu de lancer une contre-attaque contre Gough, Sher Singh cherche à joindre ses forces aux troupes de son père, Sardar Chattar Singh Attariwalla. L'armée de Chattar Singh avait été contenue dans la région de Hazara pendant plusieurs mois par des irréguliers musulmans dirigés par des officiers britanniques. Au début de 1849, Amir Dost Mohammad Khan, d'Afghanistan, avait pris le parti des rebelles Sikhs. Il souhaitait récupérer la région autour de Peshawar, conquise par Ranjît Singh au début du XIXe siècle, mais son soutien n'est que circonstanciel. Néanmoins, quand 3 500 cavaliers afghans approchent du fort vital d'Attock sur l'Indus, sa garnison composée de soldats musulmans fait défection. Cela permet à Chattar Singh de quitter Hazara et de rejoindre Sher Singh près de Rawalpindi.
Du côté britannique, dès que l'on apprend la défaite de Chillianwala, Gough est remplacé par le général Charles James Napier, qui a cependant besoin de plusieurs semaines pour arriver d'Angleterre. Entre-temps, le siège de Multan reprend et Mulraj se rend le 22 janvier. Cela permet à la majeure partie de la force assiégeante de renforcer l'armée de Gough, en particulier, en armes lourdes. Gough, informé de son limogeage mais resté en poste jusqu'à son remplacement officiel, décide de passer à l'offensive. Il dispose alors de trois divisions d'infanterie et une importante force de cavalerie, avec 100 canons de différents calibres.
Malgré ses succès, Sher Singh, qui commande les forces combinées sikhs, se trouve dans une impasse stratégique. Sa grande armée était incapable de trouver assez de nourriture. Tout déplacement au nord ou à l'ouest pour s'approvisionner impliquerait l'abandon des Sikhs du Pendjab et l'arrivée dans des zones musulmanes potentiellement hostiles. Il tente alors de prendre Gough à revers : son armée se déplace vers l'est, avec l'intention de traverser le Chenab, puis de marcher vers le sud avant de retraverser la rivière pour attaquer Gough par l'arrière. Ils trouvent cependant le Chenab gonflé par de fortes pluies et les quelques gués défendus par une cavalerie musulmane irrégulière dirigée par des officiers britanniques, renforcés par la suite par certaines des troupes venues de Multan.

## Déroulement

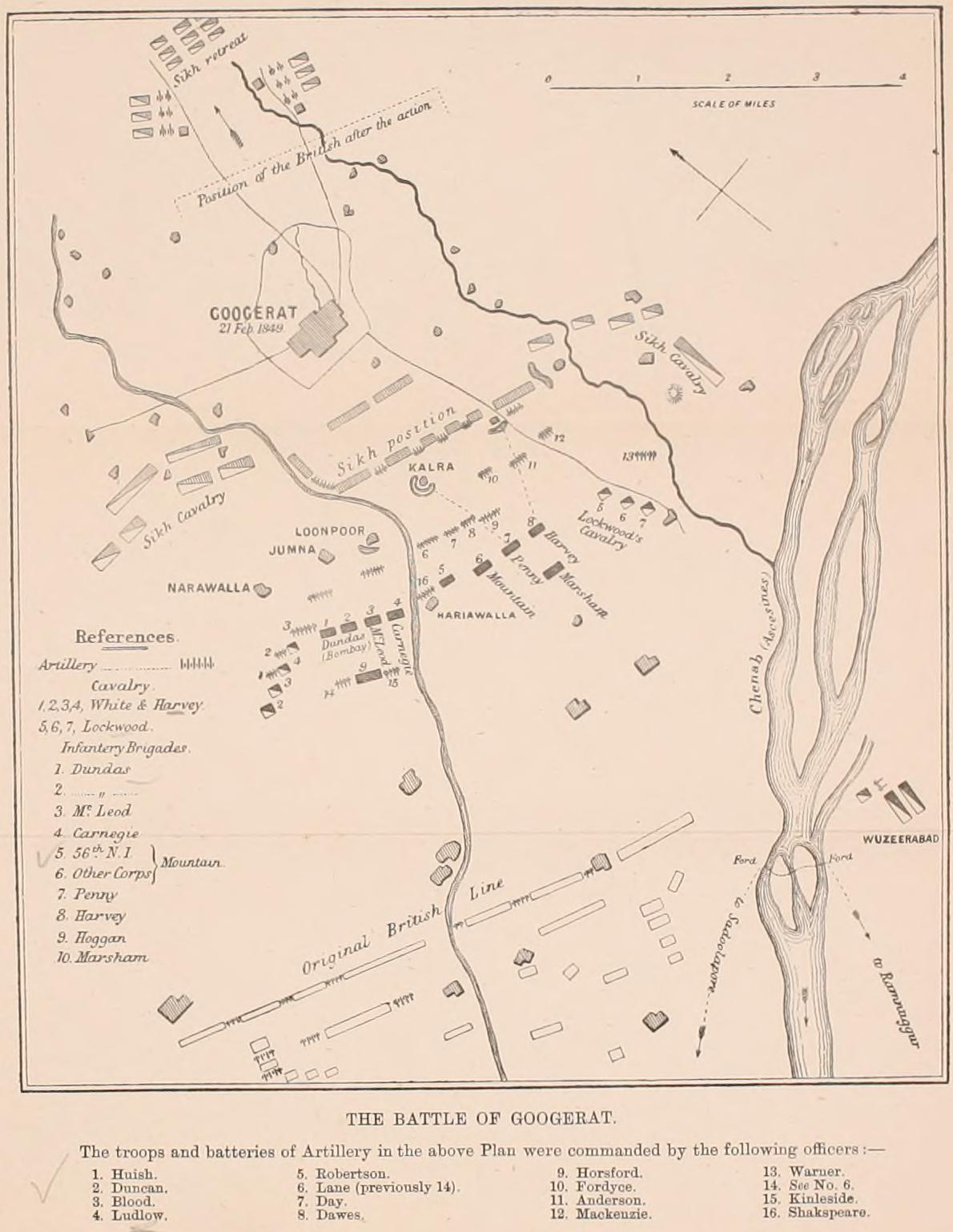
Carte de la bataille.

Sher Singh se retire à Gujrat, où son armée prépare à la hâte une position défensive. Les Sikhs construisent un double retranchement protégé par un fossé. La majeure partie de l'artillerie est groupée dans une batterie centrale, cachée par des arbustes plantés à la hâte. La cavalerie est disposée sur les flancs. Plusieurs petits villages sont occupés par l'infanterie, et les bâtiments fortifiés à la hâte pour offrir des emplacements de tir. Même si la position défensive est puissante, elle est vulnérable à l'artillerie britannique, et le camouflage de l'artillerie n'est pas aussi efficace qu'à Chillianwala.
Tôt le 21 février, Gough s'avance contre les positions des Sikhs. Lorsque leur artillerie ouvre le feu, dévoilant sa position, l'artillerie lourde britannique riposte, déclenchant un duel d'artillerie de trois heures qui tourne au net avantage britannique : les canons sikhs sont abandonnés. Les sources indiennes parlent de cette bataille comme de « la bataille des canons ». Une fois l'artillerie sikhe réduite au silence, l'infanterie britannique avance appuyée par ses canons, brisant les lignes de défense. Des combats désespérés au corps à corps ont lieu pour les villages fortifiés de Burra Kalra et Chota Kalra.

## Conséquences
Le lendemain, une division commandée par le major général Sir Walter Gilbert se met à la poursuite des fuyards. Leur retraite dure onze jours à travers le Jhelum, et Sher Singh doit finalement accepter sa reddition selon les conditions britanniques. Son armée, réduite à 20 000 hommes (principalement de la cavalerie irrégulière) et 10 canons, rend les armes lors d'une cérémonie de deux jours le 12 mars et est dispersée.
Le petit contingent afghan s'est également retiré à la hâte, détruisant le ponton d'Attock derrière lui. Dost Mohammed conclut par la suite une paix avec la Compagnie des Indes orientales, reconnaissant leur possession de la région de Peshawar.
Le Pendjab est officiellement annexé au territoire britannique à Lahore le 2 avril.